# カラマイ大火
カラマイ大火（克拉玛依大火）は、1994年12月8日に中華人民共和国・新疆ウイグル自治区カラマイ市内の映画館で発生した火災。

## 概要
カラマイ市内の「友誼館」には小中学生、教師、父母、市政府関係者ら約800人を集めて合同交歓会が催されていた。

火災発生時、正面玄関の1つを除いて非常口まで含めて全て施錠されており、加えて舞台への出入口のうち1つが塞がって出入り出来ない状態だった（Xは犠牲者が発見された位置）

館内の配線がショートし、発火した。正面入口と4つの非常口が閉鎖されており、避難が可能な出口は1か所しかなかった。避難が遅れたために学生288人を含む325人が犠牲となり、132人が負傷した。
市政府の女性職員が児童らに座るように指示をした上で「市政府の皆さんが先です」と叫んでいたことが証言されており、防火態勢の不備のほかに人災であることが指摘されている。